# Ortheia Barnes Kennerly
Ortheia Barnes Kennerly (* 18. Oktober 1945 als Ortheia Barnes; † 15. Mai 2015 auf Saint Thomas, Amerikanische Jungferninseln) war eine amerikanische Soul-, Rhythm-&-Blues- und Jazzsängerin, die in der Musikszene Detroits aktiv und in ihren späteren Jahren als kommunalpolitische Aktivistin tätig war.

## Leben und Wirken
Barnes sang zunächst im Kirchenchor, bevor sie erste Plattenaufnahmen machte. Sie hatte 1962 ihr Aufnahmedebüt bei Mickay Records mit der Single Your Picture on the Wall/Same as Before, zwei Nummern von Dorothy Pierce, mit denen sie einen lokalen Erfolg hatte; die Platte wurde 1963 von ABC Records neu veröffentlicht. Weitere bekannte Songs im Stil des Northern Soul waren Watch Out Boy und I’ve Never Loved Nobody (Like I Love You), das 1967 bei Coral Records erschien, gefolgt von Take My Heart and Soul/Heartbreaker (1968). Barnes arbeitete in den folgenden Jahren als Backgroundsängerin bei Plattensessions. Sie sang auch im Vorprogramm von Motown-Künstlern wie Stevie Wonder, Marvin Gaye und Gladys Knight. 1980 gründete sie mit Mildred Vaney die Formation Cut Glass, die zwei Singles bei 20th Century Records vorlegte, Alive With Love/Without Your Love und Rising Cost of Love/Sometimes Soon. 1984 veröffentlichte sie die Funk-Nummer Green Eye Monster. In den folgenden Jahren hatte sie beim lokalen Radiosender WCHB eine wöchentliche Talkshow, Ortheia’s Special Touch, außerdem eine Fernsehshow beim Kabelsender Bloomfield Community Television.
Nach ihrer Heirat mit Robert L. Kennerly war sie als Evangelistin, Sängerin und Bürgerrechtsaktivistin tätig; u. a. trat sie bei Rosa Parks’ 83. Geburtstag auf, bei der Veranstaltung A Season for Nonviolence mit Reverend Jesse Jackson. Barnes Kennerly war ferner Mitglied der Michigan’s Volunteers of America. Der Musiker Ralphe Armstrong meinte: „Wenn Aretha Franklin die Königin des Soul war, dann war Barnes Kennerly die Kaiserin.“

## Diskographische Hinweise
- Person to Person (Michigan Satellite Records, 1986)
- Believe (Michigan Satellite Records, 1992)